# 迈伦·舒尔兹
迈伦·舒尔兹（Myron Scholes，/ʃoʊlz/;，1941年7月1日—）是一位美國經濟學家，主要的成就是與費雪·布萊克發展出計算金融衍生工具的布萊克-休斯模型，並因此獲得1997年的諾貝爾經濟學獎。布萊克-休斯模型提供人們計算選擇權價值的基本概念，並且已經成為全球金融市場的標準模型。

## 生平

### 早年生活
迈伦·舒尔兹於1941年出生在加拿大安大略省的提民斯，休斯全家在大蕭條時期舉家搬遷至此。而他們全家後來在1951年再次搬遷到哈密爾頓。休斯在學校是一個好學生，雖然他從十幾歲開始就苦於視力減退，直到26歲時才手術解決。因為家庭的緣故，他小時候就對經濟學產生興趣，他也幫忙他叔叔的業務，而他的父母親在他就讀高中時幫他開立帳戶來投資股票市場。
在他的母親死於癌症之後，休斯繼續留在哈密爾頓就學，並在1962年從麥克馬斯特大學獲得經濟學的學士學位。在他就讀麥克馬斯特大學時，他的一位教授介紹他認識喬治·斯蒂格勒與米爾頓·傅利曼，他們都是芝加哥大學的經濟學家，後來也都獲得諾貝爾經濟學獎。麥倫·休斯在獲得學士學位後，決定前往芝加哥大學進行經濟學研究。他在這裡與是與同事邁克·簡森與理查德·罗尔成為同事，也獲得跟尤金·法馬和莫頓·米勒學習的機會，他們的研究領域是歷史較短的金融經濟學。他在1964年獲得工商管理碩士，然後在1969年通過莫頓·米勒的書面論文審核，獲得博士學位。

### 學術生涯
他的博士論文在1968年完成後，麥倫·休斯在麻薩諸塞州史隆管理學院從事研究。他在這裡認識當時擔任理特咨詢顧問公司（Arthur D. Little）顧問的費雪·布萊克與羅伯特·C·默頓（他在1970年進入麻省理工學院）。在接下來的幾年當中，麥倫·休斯與布萊克和莫頓進行資產定價的開創性研究，包括他們著名的選擇權定價模型。同時，麥倫·休斯也與邁克·簡森及莫頓·米勒繼續學術上的合作。他在1973年決定搬到芝加哥大學布斯商學院（University of Chicago Booth School of Business），希望與費雪·布萊克、尤金·法馬及莫頓·米勒可以密切合作。他在1972年於芝加哥取得著名的學術地位，雖然兩年後他就搬到麻省理工學院。麥倫·休斯在芝加哥研究期間，也開始跟證券價格研究中心（Center for Research in Security Prices）緊密合作，幫助開發和分析其著名的股市數據數據庫。
他在1981年搬到史丹福大學，一直待到1996年從教學生涯退休為止。他也在史坦福大學擔任弗蘭克·E·巴克名譽財務教授。雖然他在史坦福大學的研究範圍集中在投資銀行經濟學和公司金融學的稅務規劃。
他在1997年因「開發一個決定選擇權價值的新的方法」而與羅伯特·C·默頓共同獲得諾貝爾經濟學獎。與他進行共同研究的學者費雪·布萊克因為已經在1995年去世，因此沒有資格獲得諾貝爾獎。

### 投資活動

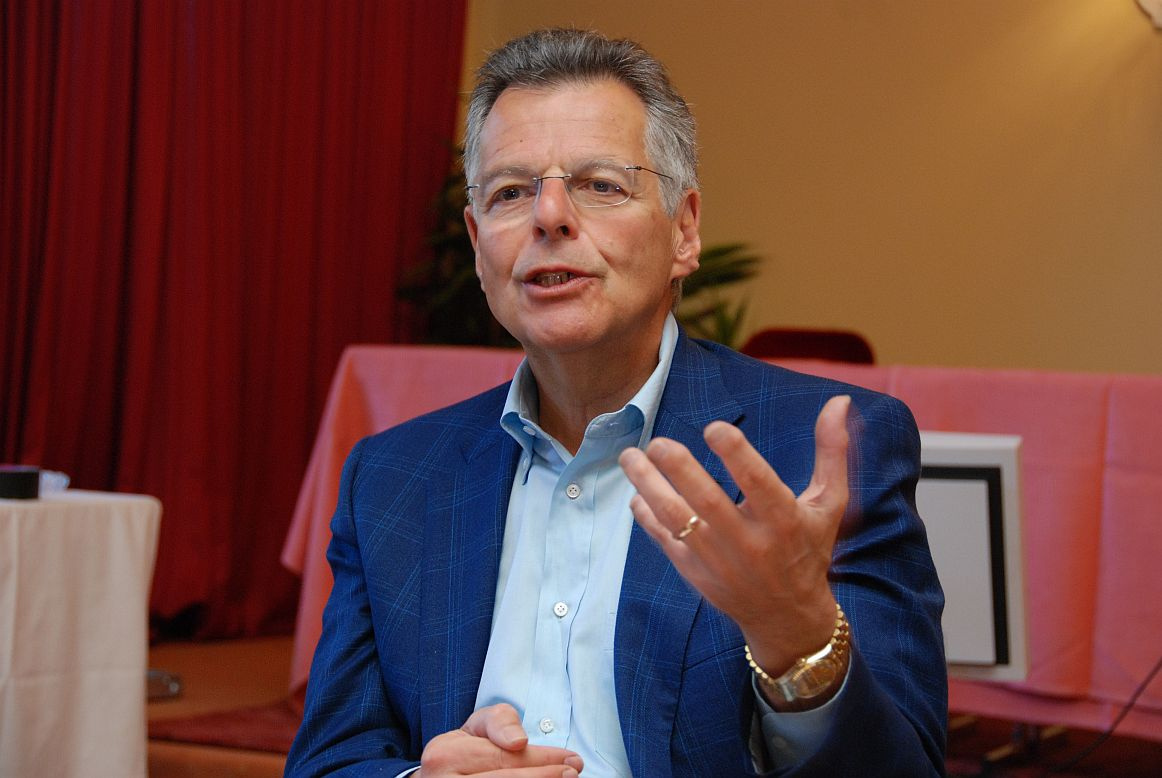
2009年的麥倫·休斯

麥倫·休斯在1990年決定更直接地介入金融市場，他進入所羅門兄弟擔任一位特殊顧問，然後成為固定收入金融衍生商品小組的總經理。他在1994年與幾位同事合作，包括所羅門兄弟前副主席及債券交易主管約翰·梅里韋瑟（John Meriwether）和他未來的諾貝爾獎共同得獎人羅伯特 C.默頓，並共同創建被稱為長期資本管理公司的對沖基金。這個基金以10億美元的投資資本開始運作，在第一年極為成功，年平均報酬率超過40％。然而隨著1997年的東亞金融危機和1998年的俄羅斯金融危機爆發，高槓桿基金在1998年不到4個月的時間內損失46億美元並導致破產，成為投資事業潛在風險最突出的例子。
長期資本管理在2005年替麥倫·休斯帶來更多的麻煩，當時他在長期資本管理公司與美國之間的訴訟這個案件有所牽連，被指控為了避免繳納從公司投資獲利的所得稅曾經使用非法的避稅管道 。結果美國政府發現麥倫·休斯和他的合夥人非法從1.06億美元的損失當中逃避4,000萬美元的稅，而不具任何經濟實質。
麥倫·休斯目前是鉑韋資產管理公司對沖基金的主席，這是他與前長期資本管理公司合夥人黄奇輔所創立的基金。這個公司管理45億美元，年平均報酬率為百分之9.4（2007年）。鉑韋資產管理公司從2008年初至10月15日之間蒙受百分之38的損失。這次損失導致鉑韋資產管理公司暫時停止運作，投資者也撤回大量的基金 。他同時也是其他機構的董事會成員 ，例如芝加哥商品交易所和象限基金顧問公司（這是一個被動投資的先驅，管理1,000億美元）。

## 外部連結
- Nobel e-Museum page on 1997 prize for economics （页面存档备份，存于）
- Platinum Grove Asset Management, company where Scholes is chairman
- Speaker at Hedge Fund Conference
- PBS Nova - Trillion Dollar Bet (2000) （页面存档备份，存于）
- IDEAS/RePEc （页面存档备份，存于）
- FINDINGS AND OPINION （页面存档备份，存于）